# Rafael de Mestre
Rafael de Mestre (* 1. Februar 1963 in Manresa) ist ein spanischer IT-Consultant. Er umrundete zweimal die Welt mit einem Elektroauto.

## Motorsport
Im Jahr 2011 nahm Rafael de Mestre erstmals an einer Rallye „Tesla goes east“ – 10.000 km durch Europa von Schweden bis Rumänien ans Schwarze Meer mit seinem Tesla Roadster teil.
Unter anderem gewann er die folgenden Wettbewerbe:
- 2011: „Tesla goes east“ – 10.000 km durch Europa von Schweden bis Rumänien ans Schwarze Meer
- 2014: Sieger des Swiss Energy Grand Prix[2]
- 2015: Sieger der eTourEurope[3]
- 2017: EV Trophy Sieger[4]

Er ist zudem Organisator von internationalen Elektroautorennen, und organisierte 2018 das erste 24-h-Elektroautorennen der Welt.

## Weltumrundungen
2012 umrundete de Mestre mit seinem Tesla Roadster das erste Mal die Welt und gewann gegen ein französisches Team. 2013 initiierte er die internationale eco-Grand-Prix-Serie. 2016 fuhr er in 80 Tagen um die Welt.
Am 16. Juni 2016 begann die zweite Weltumrundung am Arc de Triomf in Barcelona, die am 4. September 2016 mit seinem Tesla Model S ebenda endete.
Für 2024 plant er die nächste Weltumrundung. Zur Promotion dieser Weltrekord brechenden Umrundung (40.000 km in 80 Tagen) hat er seinen Tesla Roadster, mit dem er die Welt 2012 umrundete per Segelschiff am 6. September 2022 über den Atlantik geschickt.

## Ehrung
2013: Träger des Energy Globe Award Romania 2013